# Список російських пілотів, загиблих під час проведення АТО та ООС
У статті наведено поіменний хронологічний список пілотів російської військової авіації, загиблих за різних причин з 2014 року та до початку повномасштабного вторгнення Росії 24 лютого 2022 року на території РФ чи на окупованих територіях України. У статті не згадуються, ті хто загинув, під час інтервенції в Сирію.

## Список загиблих пілотів
| № | Звання Прізвище та ім'я                          | Тип літака | Дата загибелі | Місце загибелі                     |
| - | ------------------------------------------------ | ---------- | ------------- | ---------------------------------- |
| 1 | підполковник Серьогін Сергій                     | Як-130     | 15.04.2014    | Ахтубінськ                         |
| 2 | підполковник Двінянінов Олексій                  | МіГ-29     | 27.07.2014    | Астраханська область               |
| 3 | підполковник Кукарцев Ігор                       | СУ-24МР    | 11.02.2015    | Волгоградська область              |
| 4 | майор Волосков Анатолій                          | СУ-24МР    | 11.02.2015    | Волгоградська область              |
| 5 | підполковник Горшнєв Сергій Юрійович             | Ту-95МС    | 08.06.2015    | Амурська область                   |
| 6 | капітан Федосєєв Олексій Володимирович           | Ту-95МС    | 08.06.2015    | Амурська область                   |
|   | старший лейтенант Салахутдінов Дамір             | СУ-24М     | 06.07.2015    | Хабаровський край                  |
|   | старший лейтенант Рагімов Олександр              | СУ-24М     | 06.07.2015    | Хабаровський край                  |
|   | майор Єрьоменко Сергій                           | Су-27П     | 09.06.2016    | Московська область                 |
|   | підполковник Філін Леонід Семенович              | Іл-76ТД    | 01.07.2016    | Іркутська область                  |
|   | Лебедєв Олексій Олексійович                      | Іл-76ТД    | 01.07.2016    | Іркутська область                  |
|   | підполковник запасу Петров Георгій Лаврентійович | Іл-76ТД    | 01.07.2016    | Іркутська область                  |
|   | майор Юрій Борцов                                | СУ-25УБ    | 03.09.2019    | Ставропольський край               |
|   | капітан Артем Личов                              | СУ-25УБ    | 03.09.2019    | Ставропольський край               |
|   | підполковник Склянкін Олексій                    | Мі-28УБ    | 11.12.2019    | Краснодарський край                |
|   | майор Руслан Кушніренко                          | Мі-28УБ    | 11.12.2019    | Краснодарський край                |
|   | полковник Белослюдцев Вадим Володимирович        | Ту-22М3    | 23.03.2021    | Калузька область                   |
|   | підполковник Подсобляєв Олександр Анатолійович   | Ту-22М3    | 23.03.2021    | Калузька область                   |
|   | майор Султанов Денис Дамірович                   | Ту-22М3    | 23.03.2021    | Калузька область                   |
|   | полковник Кузнецов Євген Володимирович           | Бе-200     | 14.08.2021    | провінція Кахраманмараш, Туреччина |
|   | підполковник Беркутов Владислав Євгенович        | Бе-200     | 14.08.2021    | провінція Кахраманмараш, Туреччина |
|   | підполковник Карасьов Вадим Олександрович        | Бе-200     | 14.08.2021    | провінція Кахраманмараш, Туреччина |
|   | старший лейтенант Омельченко Микола Олегович     | Бе-200     | 14.08.2021    | провінція Кахраманмараш, Туреччина |
|   | полковник Куїмов Микола Дмитрович                | Іл-112В    | 17.08.2021    | Кубинка                            |
|   | Хлудєєв Микола Євгенович                         | Іл-112В    | 17.08.2021    | Кубинка                            |
|   | Комаров Дмитро Олександрович                     | Іл-112В    | 17.08.2021    | Кубинка                            |
|   | лейтенант Якименко Владислав                     | МіГ-29СМТ  | 18.08.2021    | Астраханська область               |

## Дивитись також
- Список втрат російської військової авіації в Сирії
- Втрати Збройних сил Росії у Сирії
- Список українських пілотів загиблих під час російсько-української війни
- Втрати військовослужбовців Повітряно-космічних сил Росії під час вторгнення в Україну (з 2022)